# Man on the Moon (canción)
«Man on the Moon» es una canción de la banda estadounidense de rock alternativo R.E.M., lanzada en noviembre de 1992 como segundo sencillo de su octavo álbum, Automatic for the People (1992). La letra fue escrita por el cantante Michael Stipe y la música por el baterista Bill Berry y el guitarrista Peter Buck. La canción fue bien recibida por la crítica y alcanzó el número 30 en el Billboard Hot 100 de EE. UU., el número 17 en el Cash Box Top 100 de EE. UU., el número 18 en la UK Singles Chart y el número uno en Islandia. Sigue siendo una de las canciones más populares de R.E.M. y se incluyó en las compilaciones In Time: The Best of R.E.M. 1988–2003 y Part Lies, Part Heart, Part Truth, Part Garbage 1982–2011. 
«Man on the Moon» es un homenaje al comediante Andy Kaufman, con numerosas referencias a su carrera, incluida su personificación de Elvis, la lucha libre y la película My Breakfast with Blassie. El título y el estribillo de la canción se refieren a las teorías de conspiración sobre el alunizaje, como una alusión indirecta a los rumores de que la muerte de Kaufman en 1984 fue falsa. La canción dio nombre a la película biográfica de Kaufman Man on the Moon (1999) de Miloš Forman y ocupa un lugar destacado en la banda sonora de la película.

## Composición

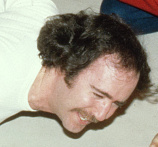
«Man on the Moon» está hecha en memoria del comediante estadounidense Andy Kaufman (fotografiado en 1983). En la canción se hacen varias referencias a su carrera

«Man on the Moon» es una canción country rock de mid-tempo que sigue una estructura de verso-estribillo con un pre-estribillo añadido y un puente instrumental después del segundo y tercer estribillo. La canción tiene seis líneas en el primer verso pero sólo cuatro en el segundo y tercer verso.
La banda conocía una de las primeras demos instrumentales de la canción como «C to D Slide». El guitarrista Peter Buck ha explicado cómo surgió la música: «“Man on the Moon” era algo que Bill [Berry] tenía, ese cambio de acorde que introdujo, que era de do a re como el verso de la canción, y dijo: “No sé qué hacer con eso”. Solía terminar algunas de las cosas de Bill... él inventaba los riffs, pero yo era el encargado de terminar eso. Me senté y se me ocurrieron los estribillos, los puentes, etc. Recuerdo que mostramos Se lo envié a Mike y Michael cuando vinieron más tarde; definitivamente teníamos la canción terminada. Creo que Bill tocaba el bajo y yo tocaba la guitarra; seguimos dándole vueltas. Creo que podríamos haber tocado algo de mandolina en el estudio de ensayo».
Michael Stipe explicó en una entrevista con Charlie Rose cómo la letra se escribió independientemente de la música, que no tenía ninguna asociación previa con el eventual contenido lírico de la canción con respecto a Kaufman. Stipe contó los otros R.E.M. Los miembros escribieron e interpretaron la música de la canción y la grabaron junto con el resto del álbum Automatic for the People durante las sesiones de estudio en Seattle. En la última semana de las sesiones de grabación, Stipe todavía estaba luchando por escribir la letra y los demás continuaron suplicándole que la terminara. Stipe intentó argumentar que la pista debería ser instrumental, pero sus compañeros de banda insistieron. Stipe escuchó la canción mientras caminaba por Seattle en su reproductor de casetes Walkman y se inspiró para escribir sobre Andy Kaufman. Después de que Stipe regresó al estudio para completar la pista vocal, la pista se mezcló esa noche y se envió al día siguiente para ser masterizada.

## Letras
La letra de la canción no cuenta una historia convencional sino que forma una colección de referencias culturales, imágenes e ideas. Hay menciones repetidas de Andy Kaufman, incluidas referencias a su personificación de Elvis y su trabajo con los luchadores Fred Blassie y Jerry Lawler. La canción también invoca las teorías de conspiración que rodean el alunizaje y la muerte de Elvis Presley como un guiño indirecto a los persistentes rumores de que Kaufman fingió su propia muerte. En declaraciones a NME en 2017, Mike Mills explicó que la ambigüedad percibida del legado de Kaufman, incluidas las preguntas sobre si era un comediante o un artista de performance, y si su trabajo era divertido o irritante, era una forma de enmarcar otras preguntas sobre la vida dentro de sí. la canción:

«Es el fantasma perfecto para guiarte a través de este recorrido de cuestionar cosas. ¿Sucedió realmente el alunizaje? ¿Elvis está realmente muerto? Era una figura efímera en ese momento, por lo que era el tipo perfecto para unir todo esto mientras viajas por la infancia y los hitos de la vida».
Mike Mills

Con respecto a la letra críptica, el crítico Greg Kot escribió que la canción «presenta una visión surrealista del cielo». Según Ann Powers, «al mencionar a Kaufman al mismo tiempo que Moisés y Sir Isaac Newton, Stipe hace un juego del esfuerzo humano, insistiendo en que todo termina en polvo. “Let's play Twister, let's play Risk”, bromea Stipe a los notables a los que ha invocado. “I'll see you in heaven if you make the list”». La letra de «Man on the Moon» también incluye un estribillo destacado de «Yeah, yeah, yeah, yeah». Stipe explicó que la repetición de «yeah» tenía como objetivo eclipsar en broma el uso intensivo de la palabra por parte de Kurt Cobain.

## Lanzamiento y recepción
«Man on the Moon» salió a la venta el 9 de noviembre de 1992 como segundo sencillo del álbum Automatic for the People en los formatos CD, vinilo de 7" y 12", maxisencillo y casete, a través de la discográfica Warner Records. Alcanzó el número 30 en el Billboard Hot 100 y el número 18 en la UK Singles Chart.
La canción fue recibida con entusiasmo por la crítica. Escribiendo para el New York Times, Ann Powers dijo que «brilla con un ingenio que equilibra las tendencias sombrías de R.E.M.». Stewart Mason fue aún más lejos en su reseña para AllMusic, calificando la canción como «casi perfecta», «casi indiscutiblemente el pináculo de Stipe como cantante» y «uno de los logros más duraderos de R.E.M.». En su comentario semanal sobre las listas del Reino Unido, James Masterton consideró que «puede ser el típico R.E.M. pero no es el más comercial de su historia. Sin embargo, la ola de seguidores que tienen en este momento significa que no pueden hacer mucho mal con esta posible continuación de “Drive” en el Top 10». Edwin Pouncey de NME comentó: «Hay cosas escondidas en “Man on the Moon” que te hacen sentir triste, solo, nostálgico y cálido. También hay alguna sorpresa ocasional, como cuando Michael Stipe convoca inesperadamente cuarto, la presencia fantasmal de una joven para cantar algunas palabras de su canción. Te hace mirar por encima del hombro y, al mismo tiempo, te insta a mirar más profundamente en su mundo extraño y personal». Parry Gettelman de Orlando Sentinel escribió: «El suavemente pegadizo “Man on the Moon” suena un poco más como R.E.M. de la era de Lifes Rich Pageant, aunque el arreglo es más acústico. Las armonías agudas de Mills, demasiado raras en este álbum, agregan resonancia. y mientras Michael Stipe canta sobre Andy Kaufman, el juego Twister y Elvis, cae en una divertida y atractiva imitación de Elvis a través de Bryan-Ferry. La guitarra slide de Peter Buck subraya el estribillo tarareable. La melodía suena mucho a una nueva versión discreta de “Fall on Me”, pero era una canción tan genial, ¿quién se queja?». La canción figuraba en el puesto 19 de encuesta de críticos de fin de año del Village Voice «Pazz & Jop» en 1993.

## Video musical
El vídeo musical que acompaña a la canción, dirigido por Peter Care, se rodó durante tres días en Lancaster (California), en octubre de 1992. Care llevó un diario del inusualmente largo proceso de planificación, filmación y edición, que fue publicado por la revista Raygun y reimpreso en el boletín del club de fanes de R.E.M.
El vídeo muestra a Michael Stipe, vestido con un sombrero de vaquero, caminando por una carretera desértica antes de saltar a un camión que pasa —conducido por Bill Berry— y hacer autostop hasta una parada de camiones, donde Peter Buck atiende el bar y Mike Mills juega billar. Berry cambia el asiento de su camioneta por un taburete de bar y, junto con algunos de los otros clientes, canta durante los coros. Stipe come una ración de papas fritas y luego se va y regresa al desierto. El vídeo está salpicado de imágenes relacionadas con la Luna, incluidas imágenes de los alunizajes de la NASA, un planetario en movimiento y un fragmento de la película de Georges Méliès de 1902, A Trip to the Moon. También se muestran imágenes de televisión de Kaufman luchando y haciéndose pasar por Elvis Presley.
Este vídeo, que utiliza la versión más corta en lugar de la versión completa del álbum, ocupó el puesto 41 en «Los 100 mejores vídeos musicales» de la revista Rolling Stone y ha sido descrito como «icónico» por Andrew Trendell de NME.

## Lista de canciones
Todas las canciones fueron escritas por Bill Berry, Peter Buck, Mike Mills, y Michael Stipe, excepto donde se indique.
7", casete y CD (Estados Unidos)
| N.º | Título                                | Duración |  |
| 1.  | «Man on the Moon» (versión del álbum) | 5:12     |  |
| 2.  | «New Orleans Instrumental n.º 2»      | 3:47     |  |

CD 1 (Reino Unido)
| N.º | Título                           | Duración |  |
| 1.  | «Man on the Moon» (edit)         | 4:39     |  |
| 2.  | «Turn You Inside-Out»            | 4:15     |  |
| 3.  | «Arms of Love» (Robyn Hitchcock) | 3:35     |  |

CD 2 (Reino Unido)
| N.º | Título                           | Duración |  |
| 1.  | «Man on the Moon»                | 5:12     |  |
| 2.  | «Fruity Organ»                   | 3:26     |  |
| 3.  | «New Orleans Instrumental n.º 2» | 3:48     |  |
| 4.  | «Arms of Love» (Hitchcock)       | 3:35     |  |

7" y casete (Reino Unido)
| N.º | Título                   | Duración |  |
| 1.  | «Man on the Moon» (edit) | 4:39     |  |
| 2.  | «Turn You Inside-Out»    | 4:15     |  |

## Créditos
R.E.M.
- Michael Stipe – voz
- Peter Buck – guitarra, mandolina
- Mike Mills – bajo, coros
- Bill Berry – batería, percusión

Producción
- R.E.M. – producción
- Scott Litt – producción, mezcla